# Stefano Moro (ciclista)
Stefano Moro (Treviglio, 22 giugno 1997) è un pistard e ciclista su strada italiano che corre per il team Arvedi Cycling e per il Gruppo Sportivo Fiamme Azzurre. Ai campionati europei su pista 2020 ha vinto due medaglie, l'argento nell'inseguimento a squadre e il bronzo nell'americana. Quattro anni dopo, invece, conquista il bronzo continentale nel keirin.

## Palmarès

### Pista
- 2014 (Juniores)

Campionati italiani, Chilometro a cronometro Junior
- 2015 (Juniores)

Campionati italiani, Chilometro a cronometro Junior
Campionati italiani, Velocità a squadre Junior (con Imerio Cima e Mattia Geroli)
Campionati italiani, Inseguimento a squadre Junior (con Nicolò Brescianini, Stefano Baffi, Imerio Cima e Stefano Oldani)
- 2018

Tre sere di Pordenone, Americana (con Attilio Viviani)
- 2019

Sei giorni delle Rose, Scratch
Tre sere di Pordenone, Scratch
- 2020

Sei giorni delle Rose, Americana (con Davide Plebani)
Sei giorni delle Rose (con Davide Plebani)
Tre sere di Pordenone, Americana (con Davide Plebani)
- 2021

Campionati italiani, Corsa a eliminazione
Tre sere di Pordenone, Americana (con Matteo Donegà)
- 2022

Campionati italiani, Keirin
Trofeu Alves Barbosa, Keirin
- 2024

Singen, Keirin
Festival Toulon Provence Méditerranée, Keirin
Prague Summer Track, Keirin

### Strada
- 2016 (Gavardo Biesse Carrera Tecmor, una vittoria)

Coppa Comune di Livraga
- 2017 (Gavardo Biesse Carrera Tecmor, una vittoria)

Gran Premio d'Autunno
- 2019 (Arvedi Cycling, cinque vittorie)

Circuito di Sant'Urbano
Circuito del Termen
Trofeo Larghi
Trofeo Lampre
Gran Premio d'Autunno

## Piazzamenti

### Competizioni mondiali
- Campionati del mondo su pista

Seul 2014 - Chilometro a cronometro Junior: 20º
Seul 2014 - Velocità Junior: 21º
Astana 2015 - Inseguimento a squadre Junior: 11º
Astana 2015 - Omnium Junior: 4º
Ballerup 2024 - Velocità: 23º
Ballerup 2024 - Keirin: 10º

### Competizioni europee
- Campionati europei su pista

Anadia 2014 - Omnium Junior: 13º
Atene 2015 - Inseguimento a squadre Junior: 10º
Atene 2015 - Omnium Junior: 11º
Montichiari 2016 - Chilometro a cronometro Under-23: 10º
Anadia 2017 - Inseguimento a squadre Under-23: 8º
Anadia 2017 - Omnium Under-23: 8º
Aigle 2018 - Inseguimento a squadre Under-23: 4º
Aigle 2018 - Omnium Under-23: 12º
Gand 2019 - Scratch Under-23: 8º
Gand 2019 - Inseguimento a squadre Under-23: 4º
Gand 2019 - Omnium Under-23: 11º
Gand 2019 - Americana Under-23: 11º
Plovdiv 2020 - Inseguimento a squadre: 2º
Plovdiv 2020 - Omnium: 8º
Plovdiv 2020 - Americana: 3º
Grenchen 2021 - Inseguimento a squadre: 5º
Grenchen 2021 - Corsa a eliminazione: 9º
Grenchen 2023 - Velocità: 21º
Grenchen 2023 - Chilometro a cronometro: 12º
Apeldoorn 2024 - Velocità: 14º
Apeldoorn 2024 - Keirin: 3º
- Giochi europei

Minsk 2019 - Velocità a squadre: 10º
Minsk 2019 - Inseguimento a squadre: 2º
Minsk 2019 - Scratch: 8º